# Funkwerk
Funkwerk est une entreprise allemande, spécialisée dans le développement et la fabrication de systèmes de communications professionnels pour les entreprises et le domaine du transport. Fondée le 16 août 2000, son siège est situé dans la petite ville de Kölleda. Elle est cotée à la bourse de Francfort.

## Histoire

### Division Funkwerk Enterprise Communications
La division Enterprise Communications est issue de l'acquisition par Funkwerk en 2002-2003 des deux sociétés allemandes Artem (fabricant de points d'accès et de cartes Wi-Fi) et Bintec (fabricant de routeurs). Ces entreprises sont devenues des filiales à part entière de Funkwerk, puis elles ont été fusionnées en octobre 2004 pour constituer le noyau de Funkwerk-EC sous la forme juridique d'une société allemande à responsabilité limitée (GmbH). À la même époque, Funkwerk a également fait l'acquisition de la société allemande Elmeg (fabricant de PABX d'entreprise). En janvier 2005, la filiale issue de cette acquisition a été fusionnée à son tour au sein de FEC.
C'est en 1989 que Stephan Feige et Gregor Krawczuk fondent la société Bintec sous le nom Bintec Computersysteme GmbH à Nuremberg en Allemagne. Son domaine d'activité concerne les communications informatiques des systèmes qui fonctionnent sous le système d'exploitation Unix. En 1991, Bintec propose ainsi le premier serveur d'accès Internet qui supporte les communications RNIS. À cette époque, Bintec est donc un fournisseur de solutions logicielles hébergées sur des serveurs.
En 1992, Bintec franchit un pas décisif en ouvrant un centre de conception matérielle à Berlin. Dès lors, la société peut concevoir et vendre ses propres matériels, et s'attaque au marché des routeurs. En 1995, Bintec met sur le marché sa série de routeurs BIANCA/BRICK, qui comporte des interfaces RNIS et propose des fonctionnalités d'accès à distance de type remote CAPI. Le logiciel embarqué de cette ligne de routeurs est organisé autour d'un noyau propriétaire de la famille Unix, développé par Bintec, et baptisé BOSS (pour Bintec Open Streams Supervisor). Depuis lors, le BOSS est le système d'exploitation de tous les routeurs Bintec, et n'a cessé d'évoluer et de gagner en fonctionnalités. Pour des raisons de cohérence sur la gamme, il est également devenu le système d'exploitation utilisé sur les produits Artem.
Durant l'année 1996, des fonctions relatives à la sécurité des communications sont ajoutées au BOSS. L'ensemble de ces fonctionnalités est présenté au public sous le nom de SAFERNET. À cette époque, des sociétés de capital-risque investissent dans la société, qui prend une nouvelle forme juridique sous le nom de Bintec Communications GmbH et poursuit son développement.
C'est en 1997 que le routeur BinGO! est présenté au public. Muni d'une interface RNIS, il constitue le premier représentant d'une ligne de routeurs plus spécifiquement destinés aux particuliers et aux petites entreprises.
En 1998, Bintec s'établit dans de nouveaux locaux plus vastes, dans le quartier d'affaires Suedwestpark de Nuremberg. Un programme de partenariat est mis en place avec les revendeurs de la marque.
En février 1999, Bintec change une nouvelle fois de forme juridique et devient Bintec AG (Bintec AktienGesellschaft). C'est sous cette nouvelle identité que la société est introduite sur le Neuer Market (marché des sociétés technologiques) à la Bourse de Francfort. Durant cette année, Bintec est classée en seconde position sur le marché allemand des routeurs d'accès. Bintec souhaite également développer ses activités à l'export et acquiert en décembre 1999 la société bordelaise Cirel, spécialiste en cartes de communications X.25 et RNIS, pour en faire sa tête de pont vers les marchés d'Europe du sud.
Au cours de l'année 2000, pour répondre à la forte demande du marché pour des routeurs connectables à Internet par l'intermédiaire de modems ADSL en accès PPPoE ou PPTP, Bintec crée sa ligne de produits 'X-Generation' qui comporte les modèles X1000, X1200 et X4000. Le X1200 gagne deux 'test winner awards' en 2001. La ligne X-Generation s'enrichit par la suite du modèle X8500, un routeur à hautes performances destiné aux grosses entreprises.
L'année 2001 voit naître le routeur X2300, qui dispose d'un modem ADSL intégré, et dont l'architecture a été définie par la filiale française de Bintec pour correspondre aux besoins des clients de la branche entreprises de France Telecom. À cette époque, le X2300 est le premier routeur agréé par France Telecom pour être connecté sur ses accès ADSL. Ce routeur est suivi du modèle X2400 destiné aux connexions SHDSL, et du modèle X2100 qui couvre les besoins des communications sur les accès X.25 ou frame-relay. Le X2300, notamment, remporte un succès considérable, et gagne 4 'test winner awards' internationaux, tandis que la version remise à jour du X1200 est elle aussi gratifiée d'un 'test award'. L'ensemble de la ligne de routeurs est également muni du pare-feu SIF (Stateful Inspection Firewall) qui accroît la sécurité des connexions. Le routeur X2300is est récompensé au titre d'innovation de l'année 2002/2003.
En 2002, Bintec passe en première position sur le marché allemand des routeurs SOHO (Small Office / Home Office). Toutefois, l'augmentation exponentielle du volume d'affaires de la société est source de difficultés financières et organisationnelles croissantes, et en décembre 2002, Bintec AG est déclarée en situation d'insolvabilité et mise sous tutelle. Une nouvelle entité baptisée Bintec Access Networks GmbH est alors créée pour permettre la continuation de l'activité. 
Au mois de mai 2003, le groupe allemand Funkwerk AG se porte acquéreur de Bintec, et l'intègre par la suite à sa division Enterprise Communications.
Durant l'année 2006, deux nouvelles entités ont été ajoutées à la division Enterprise Communications. Tout d'abord, Funktel, une filiale déjà existante de Funkwerk, spécialisée dans les réseaux mobiles et les équipements de sécurité des personnes, a été à son tour fusionnée au sein de la division Enterprise Communications. Ensuite, Funkwerk IAD, société nouvellement formée pour créer une ligne de produits d'accès intégrés (IAD), est devenue une filiale à 100 % de Funkwerk EC.
C'est également en octobre 2006 que Funkwerk EC a pris une participation de 60 % dans le capital de la société autrichienne Funkwerk Aphona Communication, qui a été fondée en 2002, et commercialise des terminaux de téléphonie numérique.
Plus tard, en janvier 2007, Funkwerk IP-Appliances, issue de l'acquisition de la société allemande VarySys Technologies, spécialisée dans le domaine des équipements de sécurité informatique (UTM), a également rejoint la division Enterprise Communications.
L'ensemble de la gamme de produits arbore désormais le logo Funkwerk, mais en raison de leur notoriété antérieure (notamment en Allemagne), certaines lignes de produits ont conservé une référence à leur marque d'origine :
- Artem pour les solutions de déploiement des réseaux Wi-Fi
- Bintec pour les routeurs et les solutions d’accès IP sécurisées, VoIP et VPN
- Elmeg pour les solutions de télécommunications et téléphonie basées sur les technologies RNIS, DSL et VoIP

Funkwerk Enterprise Communications diffuse ses produits par l'intermédiaire d'un réseau de grossistes et de revendeurs, mais une fraction significative de ses volumes de ventes est réalisée directement avec les opérateurs de télécommunications, qui intègrent fréquemment des produits FEC dans leurs offres d'abonnement. Dans ce cadre, Funkwerk EC a notamment développé le routeur dual-play Eumex 800V pour le compte de l'opérateur allemand Deutsche Telekom AG. Parmi les autres clients significatifs de Funkwerk EC, on peut également citer Portugal Telecom, l'opérateur de télécommunications TPSA en Pologne, la Deutsche Bahn (chemins de fer allemands), le BKA (police allemande), les firmes BMW et Mitsubishi, la société d'exploitation du métro de Bruxelles, la Gendarmerie nationale française, les Carabinieri italiens...
Enfin, depuis janvier 2012, Funkwerk Enterprise Communications est passée sous le contrôle du groupe espagnol Teldat, dont le siège se trouve à Madrid.

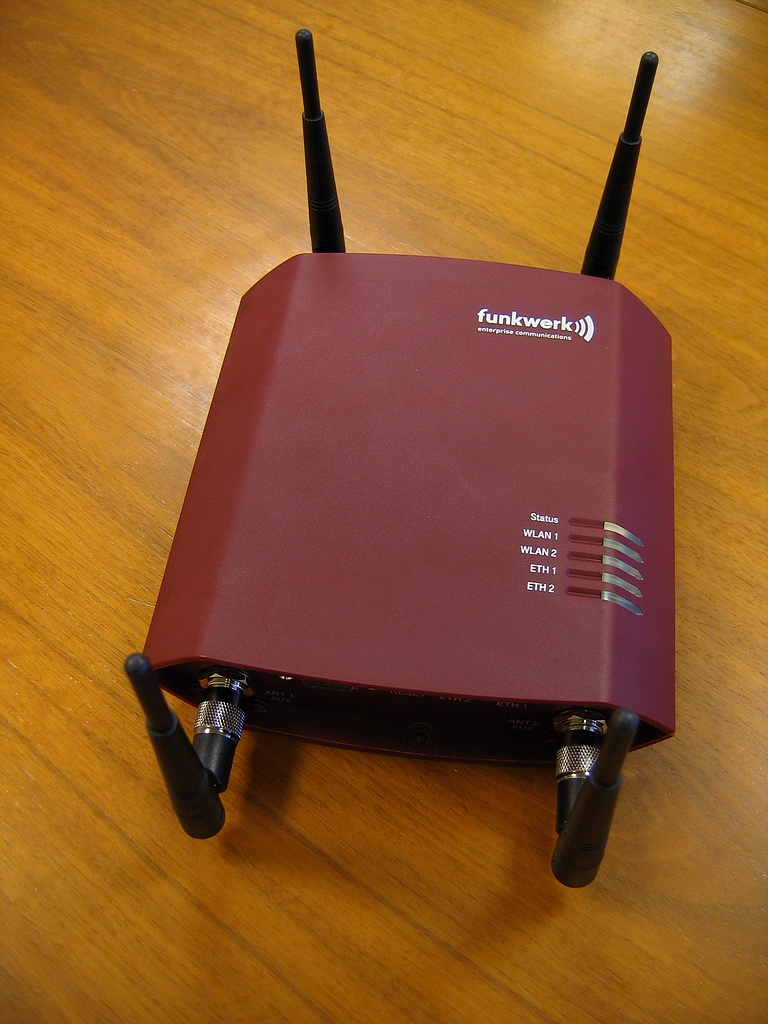
Access point Funkwerk W2002 (gamme Artem)
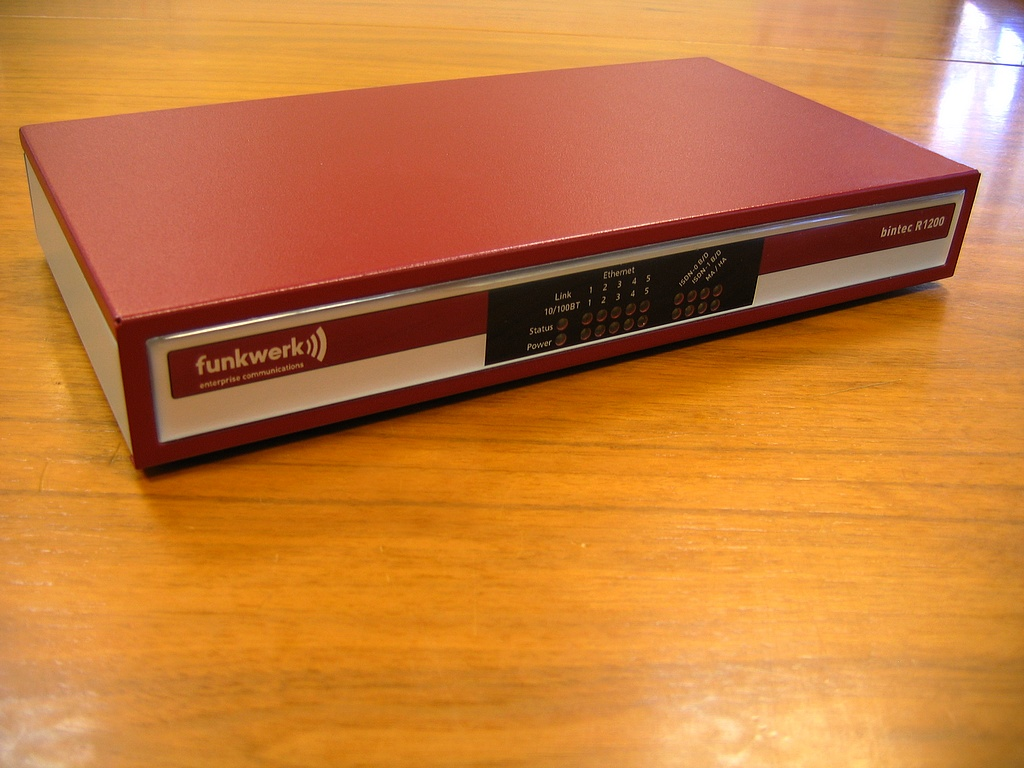
Routeur Funkwerk R1200 (gamme Bintec)
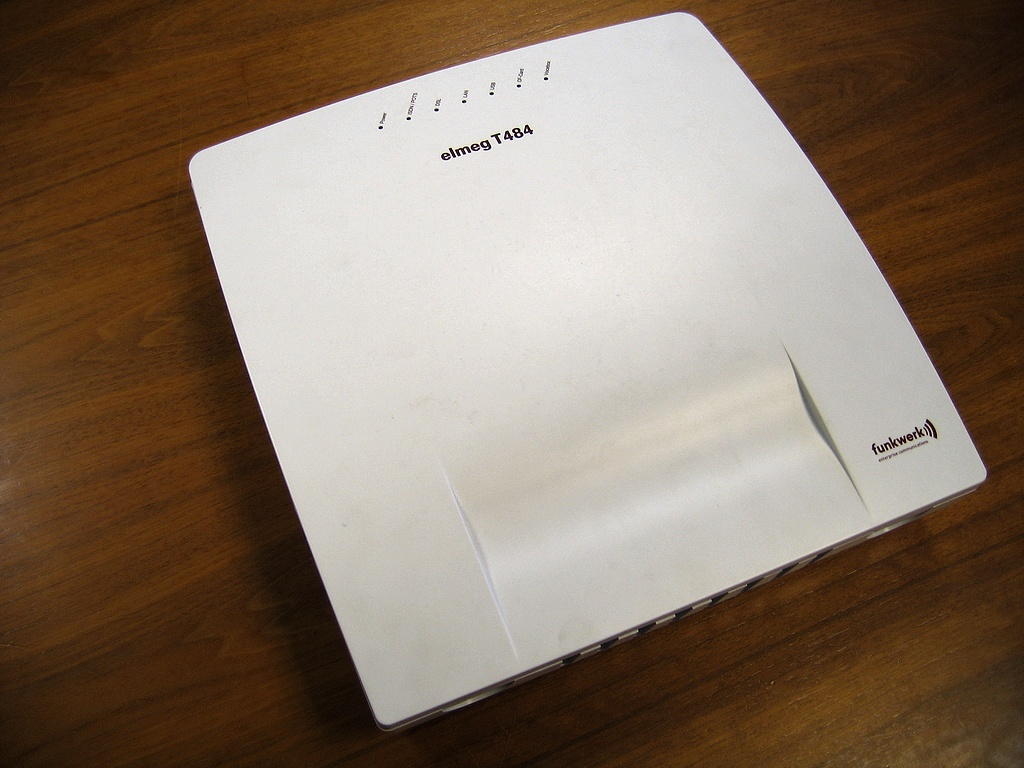
PABX Funkwerk T484 (gamme Elmeg)
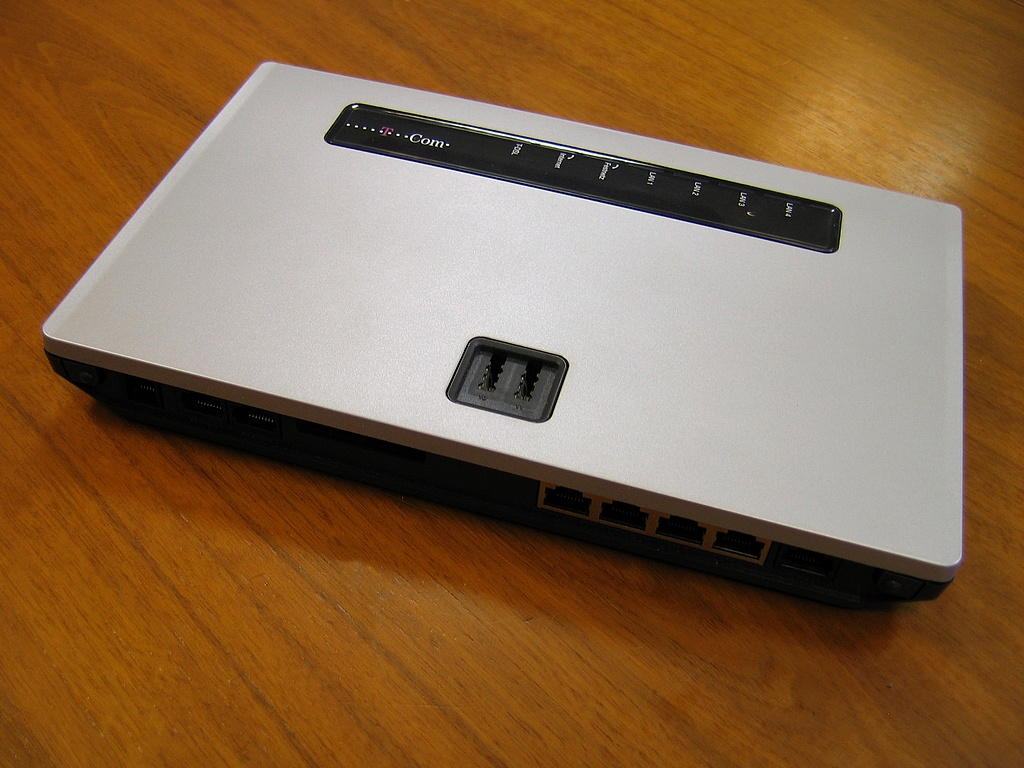
Routeur Eumex 800V (Deutsche Telekom AG)

## Structure
Elle possède de nombreuses filiales, chacune spécialisée dans un domaine particulier :
- Division des communications de contrôle et de trafic :
  - Hörmann FWK, située à Kölleda. Hörmann Funkwerk Kölleda est spécialisée dans les systèmes de communication professionnels, de contrôle professionnels et d'informations professionnels. Elle développe du matériel de radio-communication, et notamment les interfaces homme-machine pour les systèmes GSM-R.
  - Funkwerk Plettac Electronic (Systèmes de vidéo surveillance, reconnaissance et analyse d'images) sous-filiale de Hörmann FWK, située à Fürth
  - Alpha MSR (Technologies de mesure et contrôle par radiofréquence, technologies de contrôle de process)

- Division des communications Automotive (embarquées dans un véhicule) :
  - Funkwerk Dabendorf
  - Funkwerk EuroTelematik

- Division des communications d'entreprise
  - Funkwerk Enterprise Communications